# Balança de Westphal

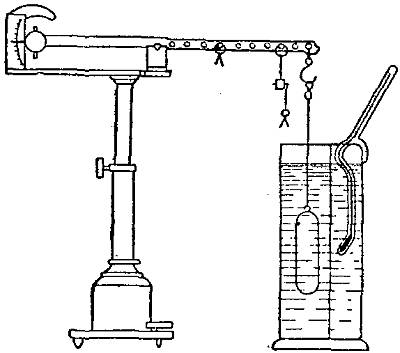
Britannica_Density_8

Balança de Westphal (também conhecida como balança de Mohr) é um instrumento científico para medir a densidade de líquidos.